# 沙生鹤虱
沙生鹤虱（学名：Lappula deserticola）为紫草科鹤虱属的植物，是中国的特有植物。分布于中国大陆的内蒙古、甘肃等地，常生长在荒漠地带的石戈壁或沙地，目前尚未由人工引种栽培。